# Olympus E-420
Die Olympus E-420 ist eine digitale Spiegelreflexkamera, basierend auf dem Four-Thirds-Standard und Nachfolger der Olympus E-410. Sie wurde im März 2008 vorgestellt und wird seit Mai 2008 ausgeliefert. Die Besonderheit der Olympus E-420, wie auch ihrer Vorgängermodelle, ist das geringe Gewicht und die besonders kompakte Bauweise, die sie zur derzeit kleinsten digitalen Spiegelreflexkamera macht.
Zeitgleich zur E-420 wurde auch ein besonders kompaktes Festbrennweiten-Objektiv für den Four-Thirds-Standard vorgestellt, das 25-mm-Pancake, welches sich durch seine Abmessungen besonders für die E-420 eignet.
Ihre Nachfolgerin ist die Olympus E-450.

## Hauptmerkmale
- Live-View
- Automatische Sensorreinigung
- 6,9 cm / 2,7 Zoll HyperCrystal II LCD mit 176° Betrachtungswinkel
- 10 Megapixel Live MOS Sensor
- 3,5 Bilder pro Sekunde mit bis zu acht Aufnahmen im RAW-Puffer
- 28 Aufnahmeprogramme
- Eingebauter Blitz und kabellose Blitzkontrolle von bis zu 3 Gruppen
- Gesichtserkennung für besser fokussierte und belichtete Gesichter
- Shadow Adjustment Technologie (SAT) zur Anhebung von Schattenpartien bei Aufnahmesituationen mit hohem Kontrast
- Autofokus-System mit Kontrast- und Phasenkontrast-AF-System
- Automatische Belichtungsreihen (Belichtung, Weißabgleich und Fokus)
- Detaillierte Informationsanzeige mit Histogramm, auch als Live-View

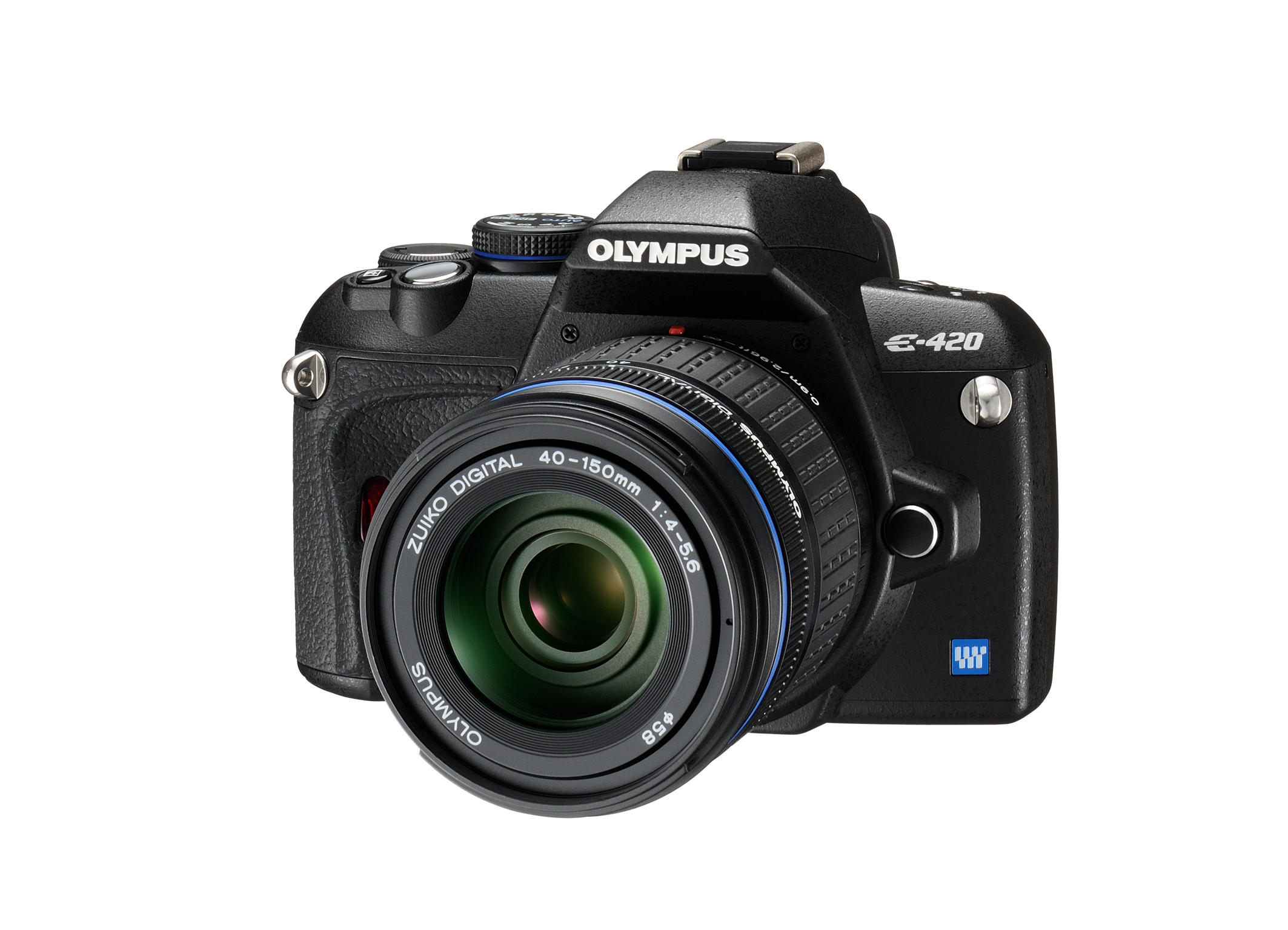
Die E-420 mit angesetztem ZUIKO DIGITAL ED 40-150 f/4,0-5,6
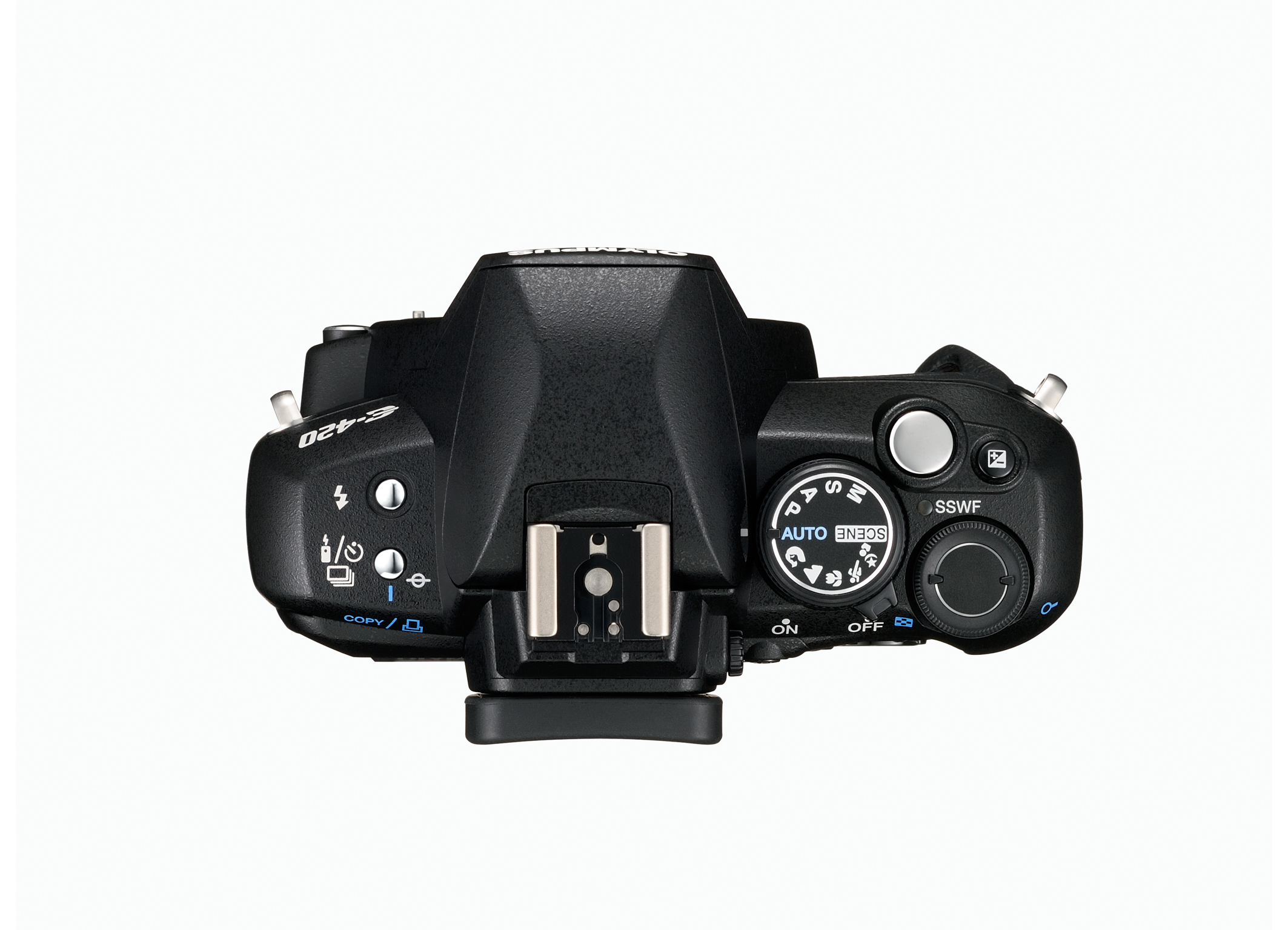
Ansicht der E-420 von oben, ohne angesetztes Objektiv
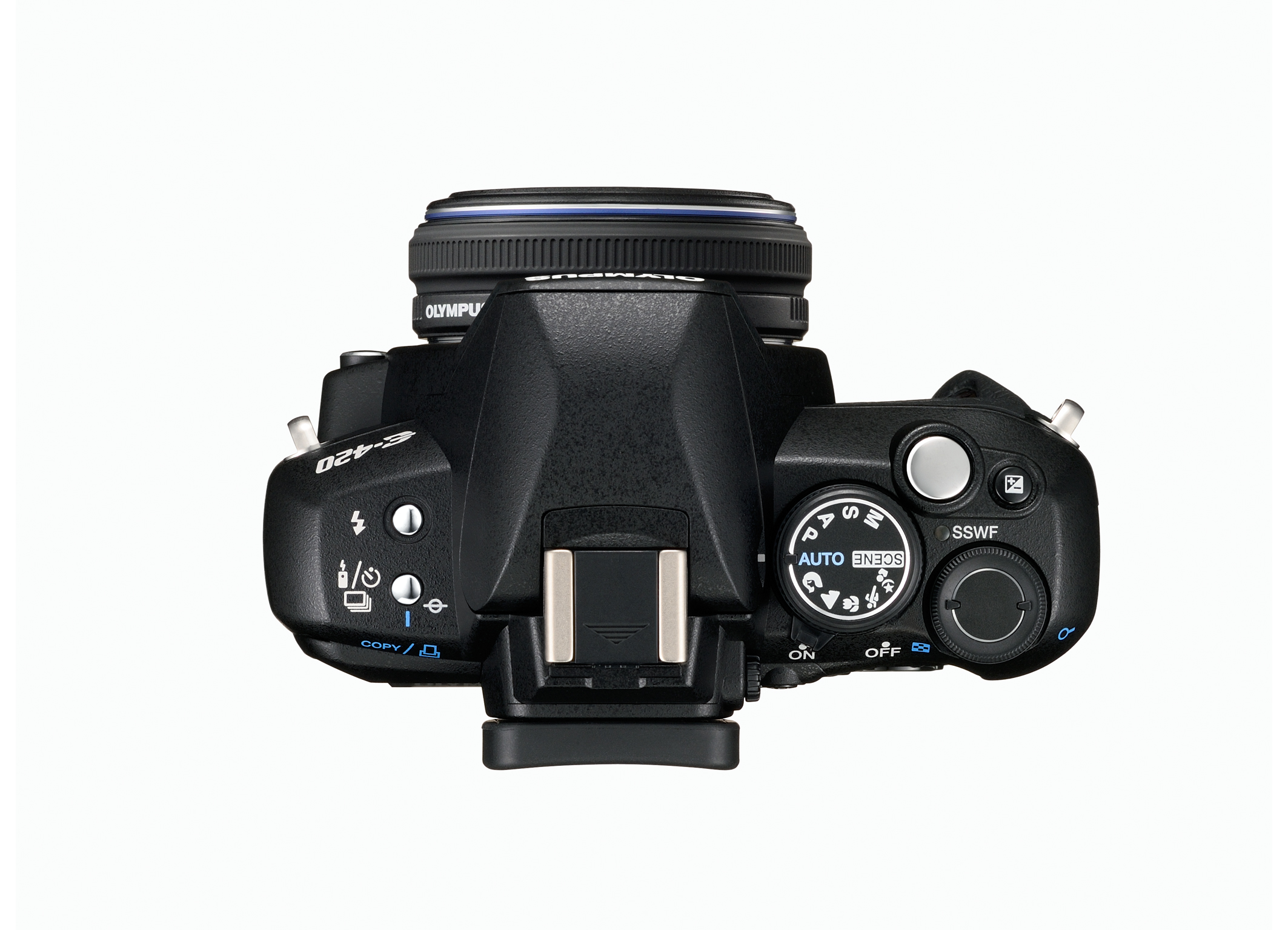
Ansicht der E-420 von oben mit angesetztem ZUIKO DIGITAL 25mm f/2,8